# 通戈科琴區

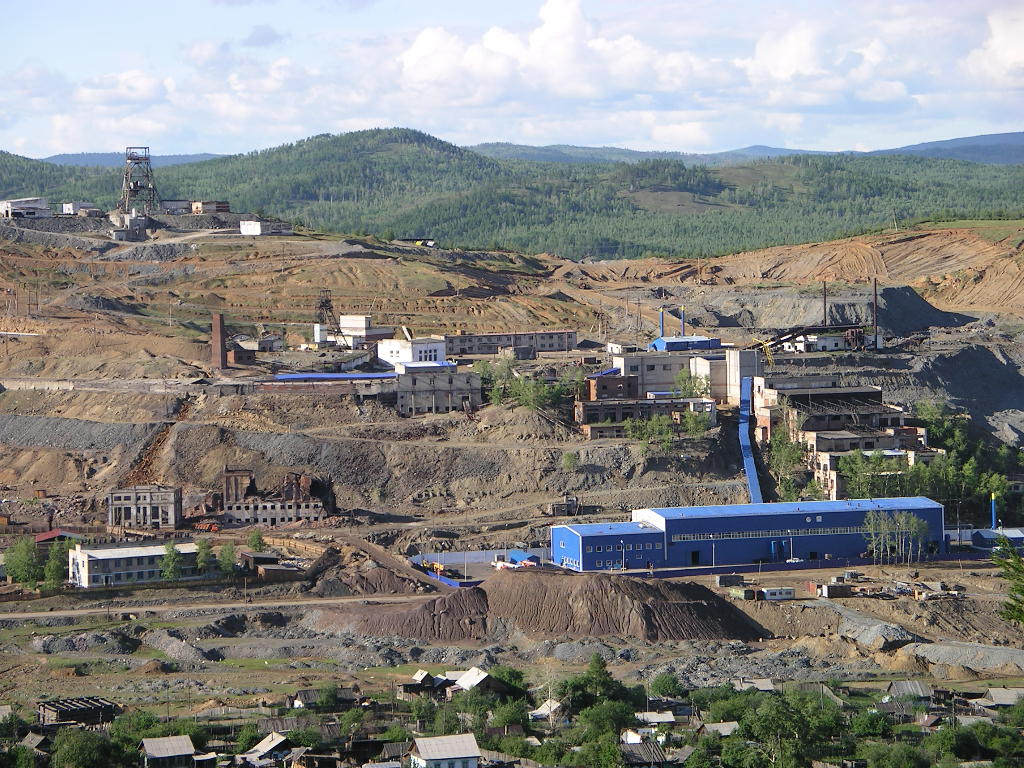

53°30′N 116°00′E / 53.500°N 116.000°E
通戈科琴區（俄语：Тунгокоченский район），是俄羅斯的一個區，位於該國西部，由外貝加爾邊疆區負責管轄，始建於1938年9月21日，面積50,900平方公里，2010年人口12,685，人口密度每平方公里0.25人。